# Jamesiella
Jamesiella — рід грибів родини Gomphillaceae. Назва вперше опублікована 2005 року.